# Parc national d'Ordesa et du Mont-Perdu
Le parc national d'Ordesa et du Mont-Perdu (en espagnol : Parque nacional de Ordesa y Monte Perdido) est un parc naturel situé dans la partie pyrénéenne de la province de Huesca, communauté autonome d'Aragon, en Espagne. Le parc et sa zone périphérique s'étendent sur les communes de Torla, Broto, Fanlo, Tella-Sin, Puértolas et Bielsa.
Le parc recouvre en partie le massif du Mont-Perdu, dont les plus hauts sommets, et fait partie du site Pyrénées-Mont Perdu inscrit au patrimoine mondial de l'UNESCO.

## Création
Le parc national d'Ordesa et du Mont-Perdu a été créé le 16 août 1918 par un décret royal qui déclarait Parc National la vallée d'Ordesa sur une superficie de 2 175 ha. Le 13 juillet 1982, un nouveau décret royal décide d'englober la vallée de Niscle, la gorge d'Escuain et le massif du Mont-Perdu depuis les pics de Gabiétous jusqu'au Port Neuf de Pinède. Le territoire du parc est alors étendu à 15 608 ha avec une zone périphérique de 19 697 ha et son appellation devient « parc national d'Ordesa et du Mont-Perdu ». Il est inclus en 1997 dans la réserve de biosphère Ordesa-Vignemale déclarée par l'UNESCO et, depuis le 6 décembre 1997, dans l'ensemble Pyrénées-Mont Perdu inscrit sur la liste du patrimoine mondial de l'UNESCO, au double titre de « paysage naturel » et de « paysage culturel ».

## Description

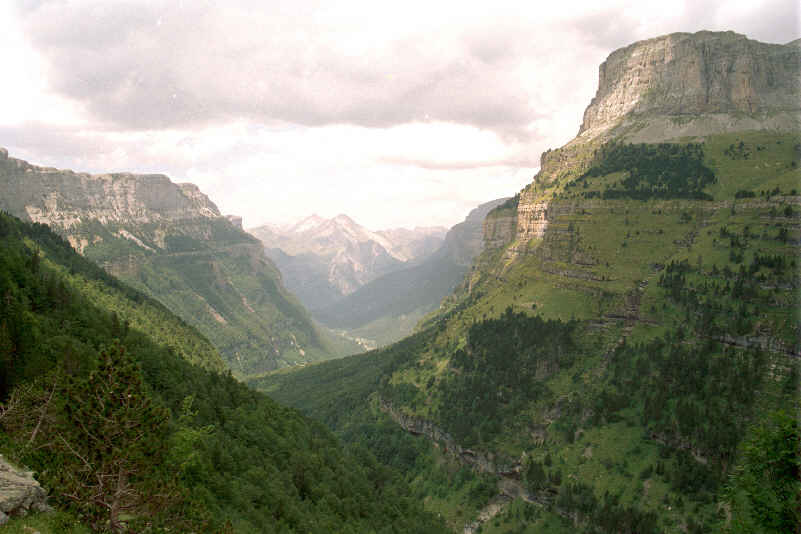
Vallée d'Ordesa depuis le sentier des Chasseurs.

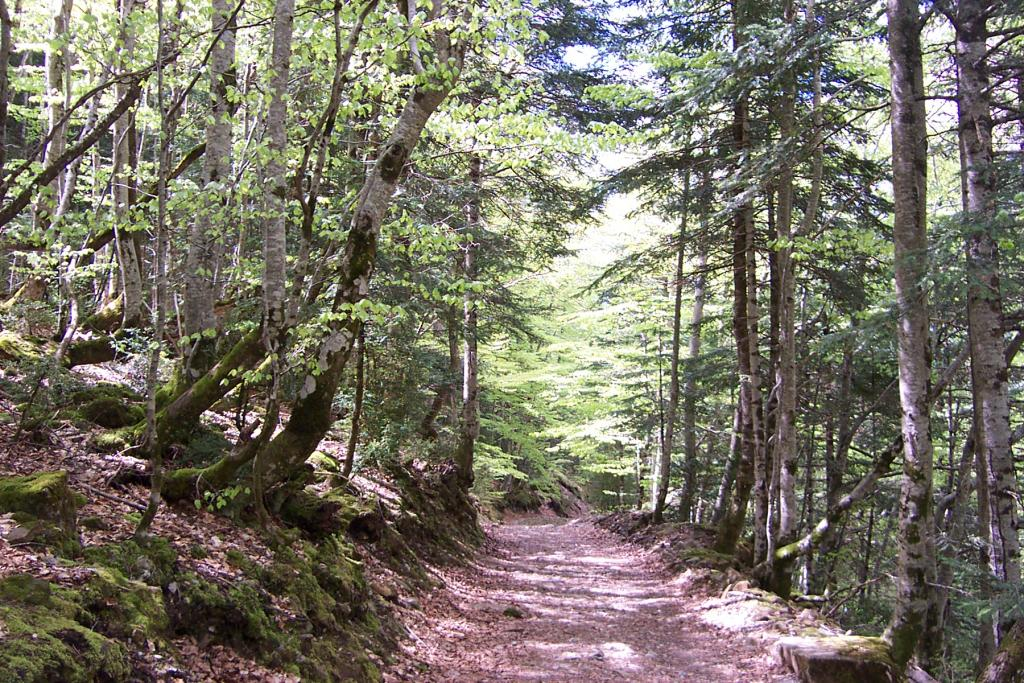
Chemin dans le parc.

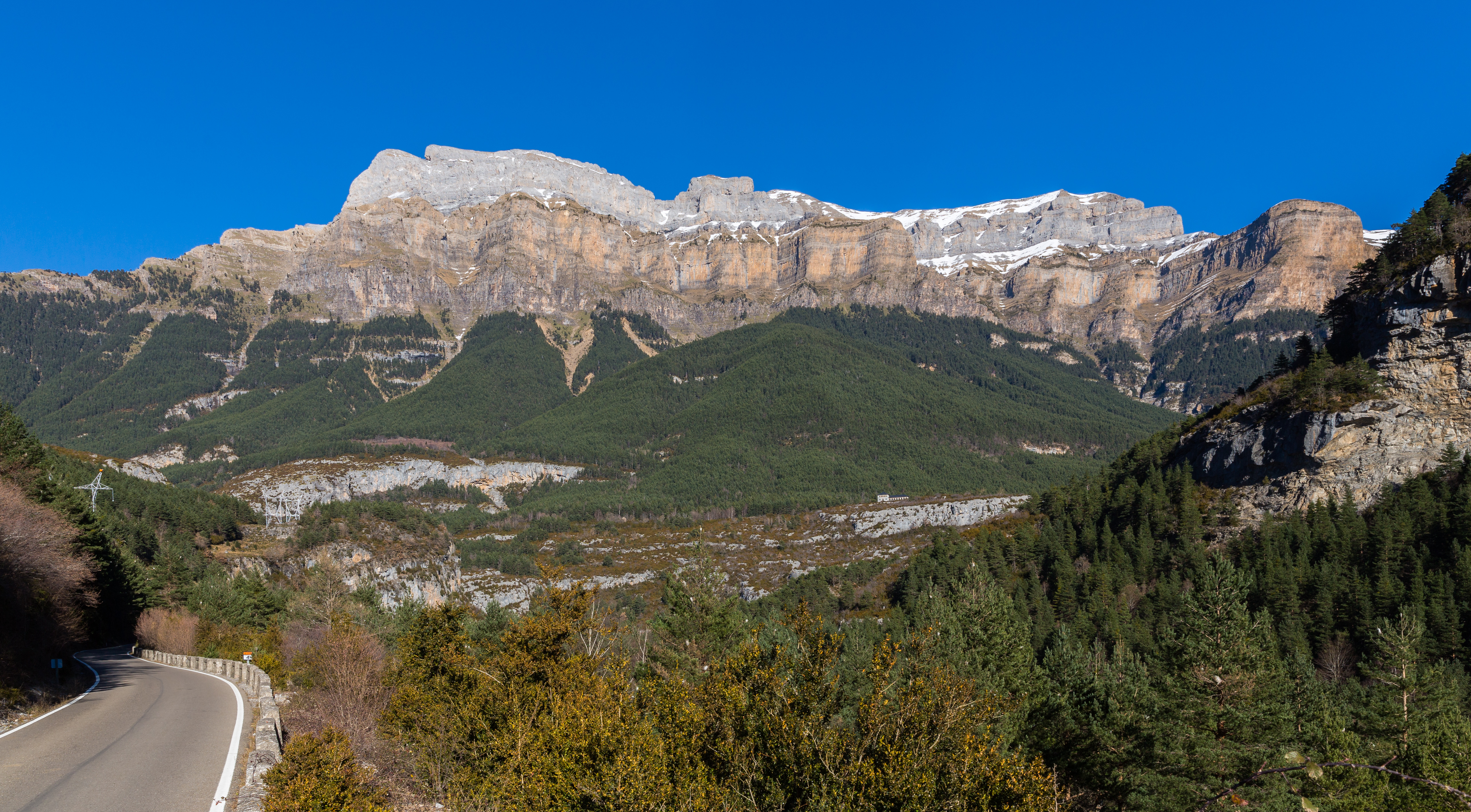
Vue sur le parc de la route.

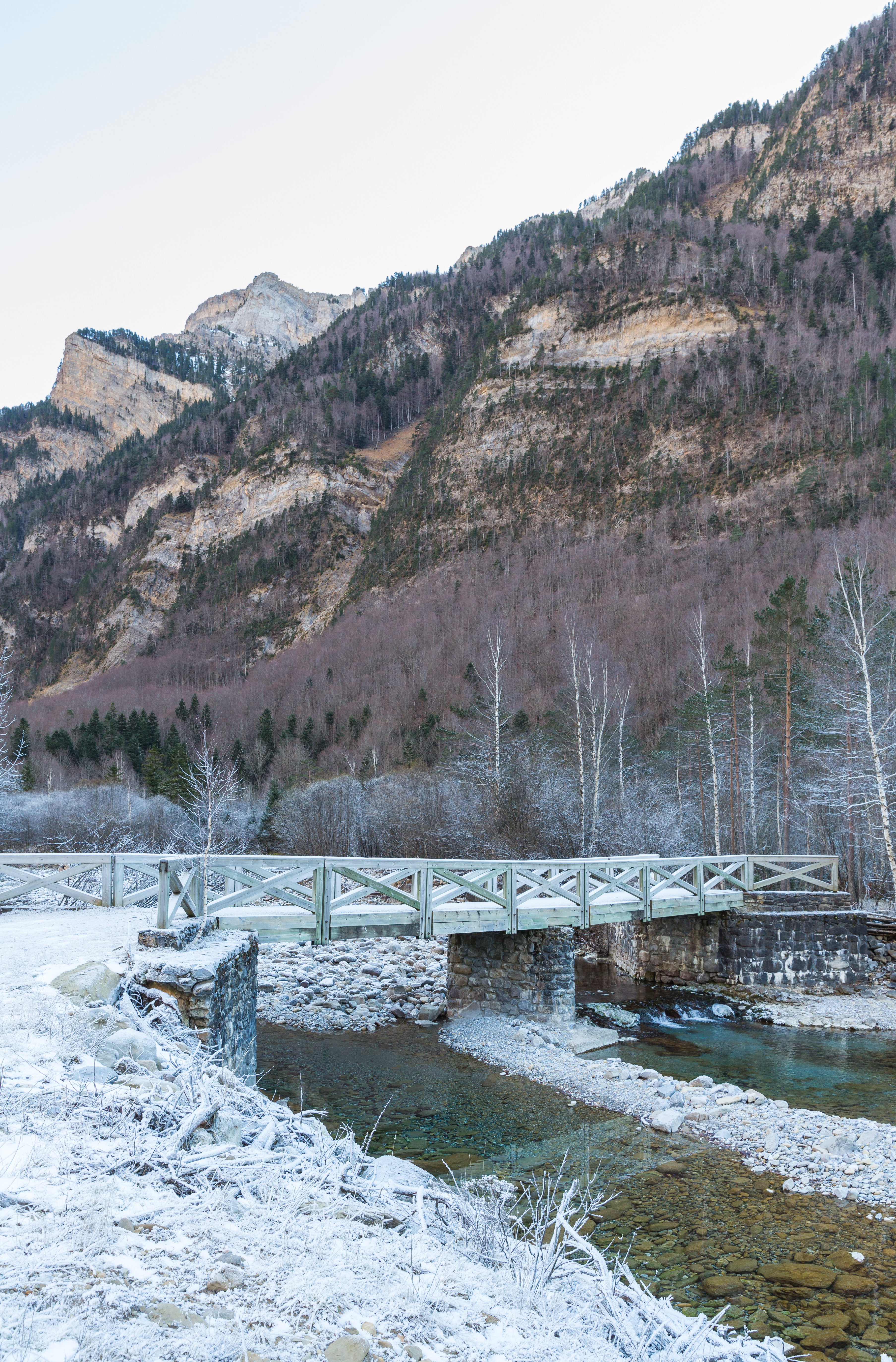
Pont congelé.

Le parc est surmonté au Nord par le massif des Trois Sœurs (en espagnol : Tres Sorores, en aragonais : Tres Serols) constitué par le mont Perdu (3 348 m), le Cylindre (3 327 m) et le Soum de Ramond (3 260 m). Plusieurs autres pics autour du mont Perdu dépassent la barre symbolique des 3 000 mètres, comme le Marboré, le Taillon, le Petit et le Grand Astazou, les pics des Gabiétous, la Tour et le Casque. Ces sommets parsèment la crête frontière entre l'Espagne et la France, crête que vient trancher abruptement la Brèche de Roland.
Depuis le point culminant qu'est le mont Perdu, une série d'impressionnantes[non neutre] vallées glaciaires descendent en éventail. Les canyons d'Ordesa et de Niscle sont parmi les plus grands et les plus profonds d'Europe. Le plus emblématique est le canyon d'Ordesa qui fut à l'origine du parc : sous ses immenses murailles ocre qui s'ouvrent vers l'ouest, les eaux du rio Arazas forment des successions de splendides[non neutre] cascades. Non moins belles[non neutre] sont les trois autres vallées : les falaises spectaculaires[non neutre] du canyon de Niscle (cañon de Aniscle) dominent le rio Bellos dans sa course vers le sud ; les gorges d'Escuain (garganta de Escuain) où le rio Yaga s'écoule vers le sud-est ; dans la dissymétrique vallée de Pinède (ou de Pineta), des falaises vertigineuses[non neutre] sur un versant, des épaulements plus doux de l'autre, escortent la Cinca vers l'est.
On peut signaler à proximité, bien qu'ils n'appartiennent pas au parc, la vallée de Bujaruelo à l'ouest et, situé de l'autre côté de la frontière, le cirque de Gavarnie, un spectaculaire[non neutre] cirque glaciaire qui possède la cascade la plus haute d'Europe (400 m de chute).
Le dénivelé entre les zones montagnardes et les zones basses du parc est d'environ 2 600 m (750 mètres à Niscle et 3 355 mètres pour le mont Perdu). Les zones les plus élevées du parc (altitudes supérieures à 2 000 m) sont extrêmement arides car les eaux pluviales sont rapidement enfouies sous terre à cause du système karstique. En conséquence, il y a peu de cuvettes lacustres, le lac glacé de Tuquerouye étant le seul lac de dimensions assez importantes. Les eaux ressurgissent plus bas et les fonds des vallées sont couverts d'une végétation dense où dominent le hêtre et l'épicéa, auxquels succède le pin noir lorsqu'augmente l'altitude.
Il existe encore un glacier permanent sur la face nord du mont Perdu mais il est en régression.

## Géologie

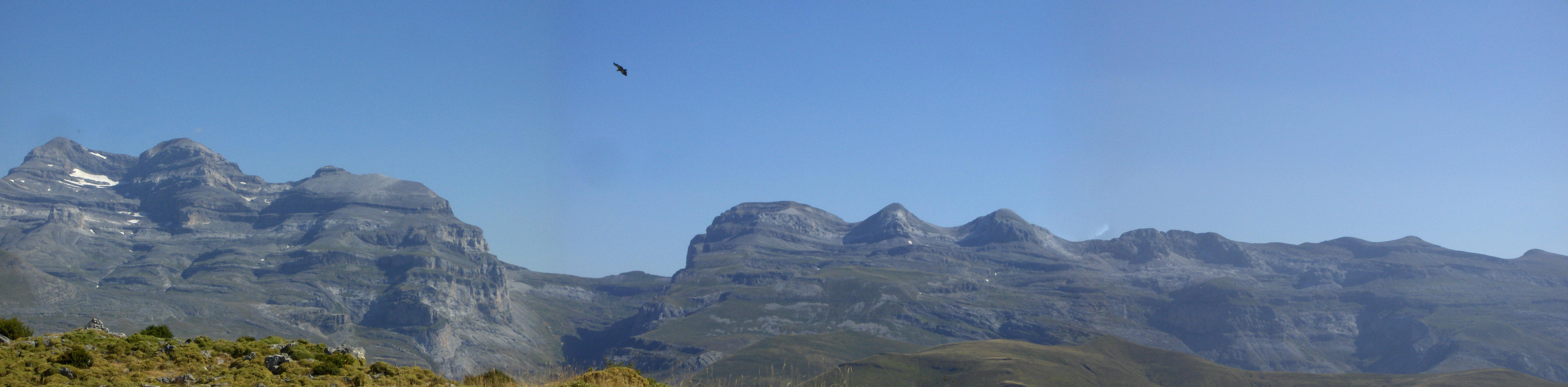
À gauche les Trois Sœurs (en espagnol : Tres Sorores) : mont Perdu (3 348 m), le Cylindre (3 327 m) et le Soum de Ramond (3 260 m). Au centre le canyon de Niscle (Cañón d'Añisclo). A droite les Trois Maries (Las Tres Marías) : Zuca Punchuda (2781 m), Zuca Roncha (2757 m) et Zuca Plana (2702 m).

L'orographie du parc doit son originalité à la prédominance de la roche calcaire : le massif des Trois Sœurs est le plus haut massif calcaire d'Europe. Ces roches sédimentaires accumulées au fond de la mer à l'ère primaire (principalement calcaires mais aussi flysch, marnes et grès) furent au début de l'ère tertiaire soulevées, plissées et déportées. La nappe calcaire des « Sierras intérieures », dont le massif des Trois Sœurs, constituée d'empilements de strates de calcaire gréseux, glissa vers le Sud. Elle disparaît dans le synclinal du Haut-Aragon et réapparaît dans la Sierra de Guara. Ces glissements provoquèrent des empilements de plis et des renversements de couches : en haut du massif, des calcaires anciens se retrouvent au-dessus de calcaires plus récents. Le pli couché de Torla en est une trace évidente.
À l'ère quaternaire, l'érosion glaciaire sculpta les roches calcaires. Elles donna au paysage cet aspect très affirmé de cirques et de vallées glaciaires en U, comme on peut le voir dans les vallées d'Ordesa ou de Pinède. La transformation karstique et l'érosion par ruissellement vinrent s'ajouter à l'érosion glaciaire, créant de multiples grottes, avens, gorges, combes, dolines, etc. Ainsi, dans le canyon de Niscle et la garganta d'Escuain, la partie haute est un cirque glaciaire alors que la partie basse s'encaisse entre des gorges profondes. Cette région contient quelques-unes des plus longues et plus profondes cavités naturelles espagnoles,,

## Flore
Jusqu'à une altitude de 1 500-1 700 mètres, on trouve de nombreux bois de hêtres (Fagus sylvatica), sapins (Abies alba), de pins sylvestres (Pinus sylvestris), de chênes (Quercus subpyrenaica), avec une présence limitée de bouleaux (Betula pendula), de frênes (Fraxinus excelsior), de saules (Salix elaeagnos), de noisetiers (Corylus avellana), alors qu'à l'étage supérieur, jusqu'à 2 000 m domine le pin à crochet (Pinus uncinata). Le sous-bois jusqu'à 1 800 m est dominé par le buis (Buxus sempervirens). Sur les prairies d'altitude (entre 1 700 et 3 000 mètres) domine la fétuque, ainsi que de nombreuses endémiques, notamment la dioscorea des Pyrénées (Borderea pyrenaica), ou d'autres comme l'edelweiss (Leontopodum alpinum), qui est devenue le symbole du parc.

## Faune

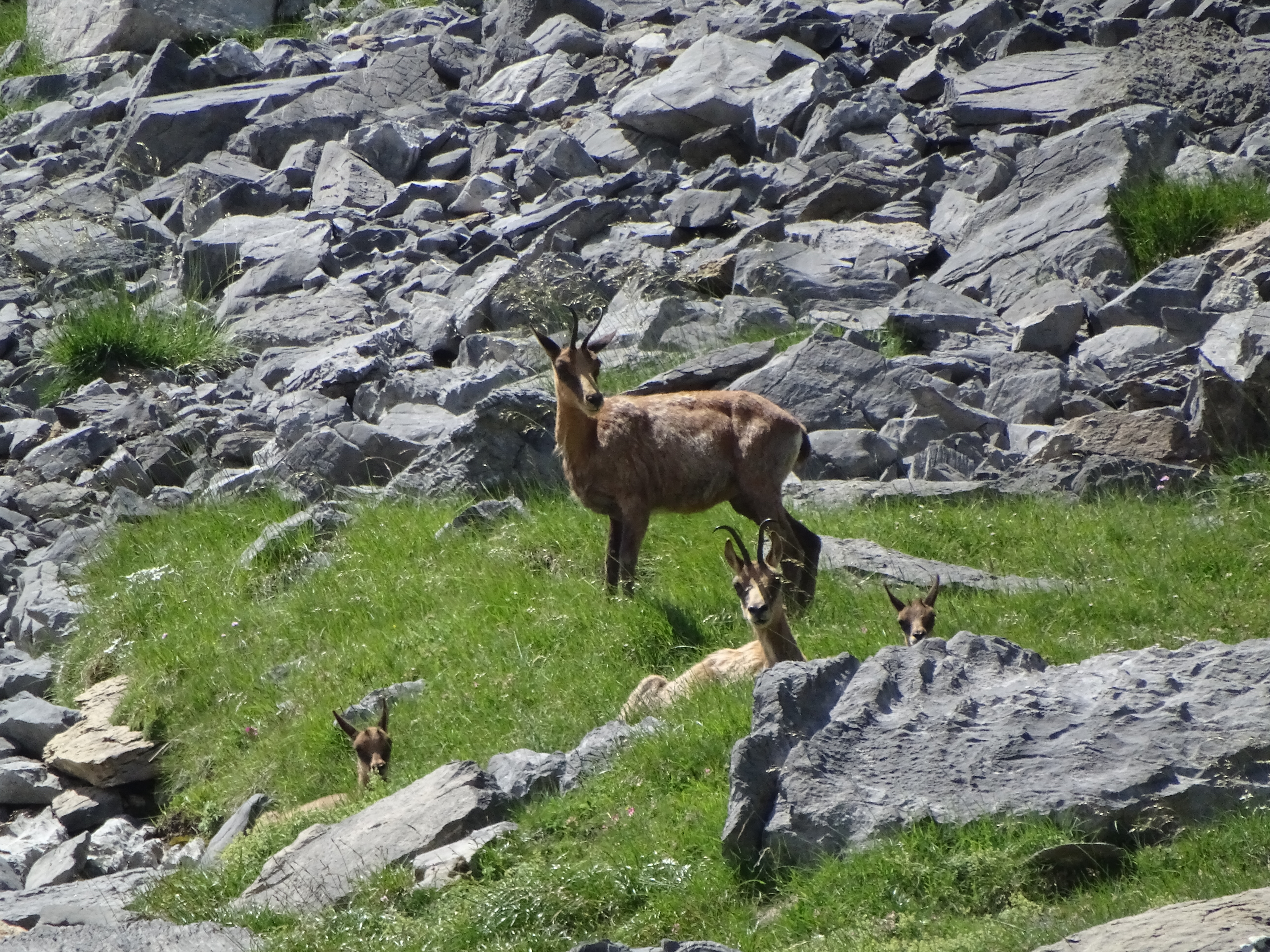
Isards.

L'espèce emblématique du parc était le bouquetin des Pyrénées, dont la sous-espèce pyrénéenne (Capra pyrenaica pyrenaica) a disparu en 2000 malgré les efforts de préservation. Les autres espèces présentes sont l'isard (Rupicapra pyrenaica), la marmotte des Alpes, le sanglier, le cerf, le chevreuil, la genette et le desman des Pyrénées (Galemys pyrenaicus).
Les rapaces sont aussi abondants, tels l'aigle royal, le vautour fauve, le faucon, le grand-duc, des chouettes, vautour percnoptère et quelques gypaètes. On peut aussi citer le coq de bruyère et la perdrix des neiges.

## Mesures de protection
La protection du parc s'applique à la faune, à la flore, aux minéraux et à l'espace aérien : il est interdit de survoler le parc à moins de mille mètres du sol. Le bivouac n'est autorisé pour les randonneurs qu'autour des refuges de Goriz et de San Vincenda et près du lac de Tuquerouye. Autour du parc se situe une zone de protection et d'influence où seules sont autorisées les activités traditionnelles en rapport avec les objectifs du parc. 

## Personnalités liées au parc
De nombreux personnages célèbres sont tombés sous le charme de ces lieux. Certains ont contribué à faire connaître ces paysages et à les protéger, tels les pyrénéistes Henry Russell, Franz Schrader, Louis Ramond de Carbonnières, Lucien Briet, Lucas Mallada (es) ou Soler i Santaló.

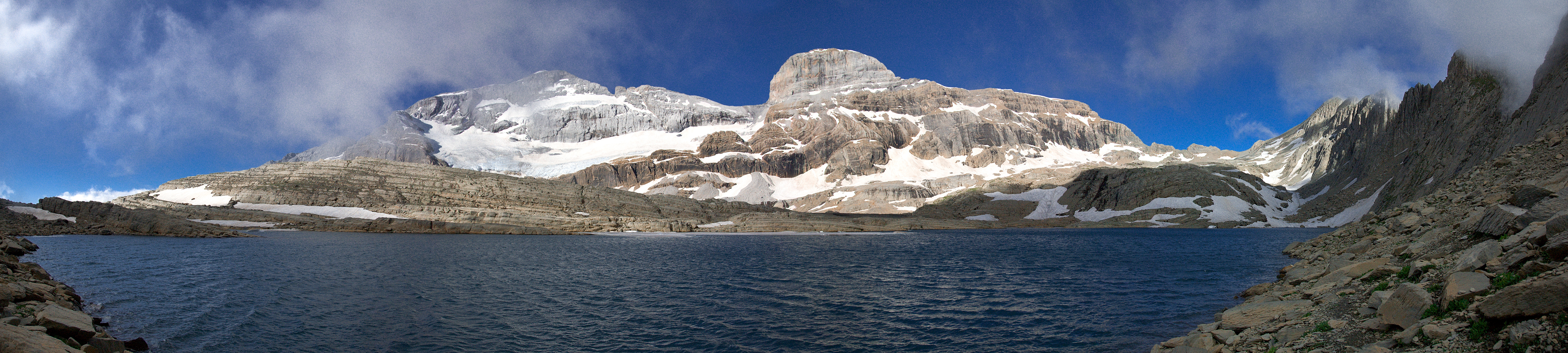
Lac Glacé du Marboré, pics orientaux et plus hauts sommets (mont Perdu et pic du Cylindre) du massif du Mont-Perdu.

## Galerie

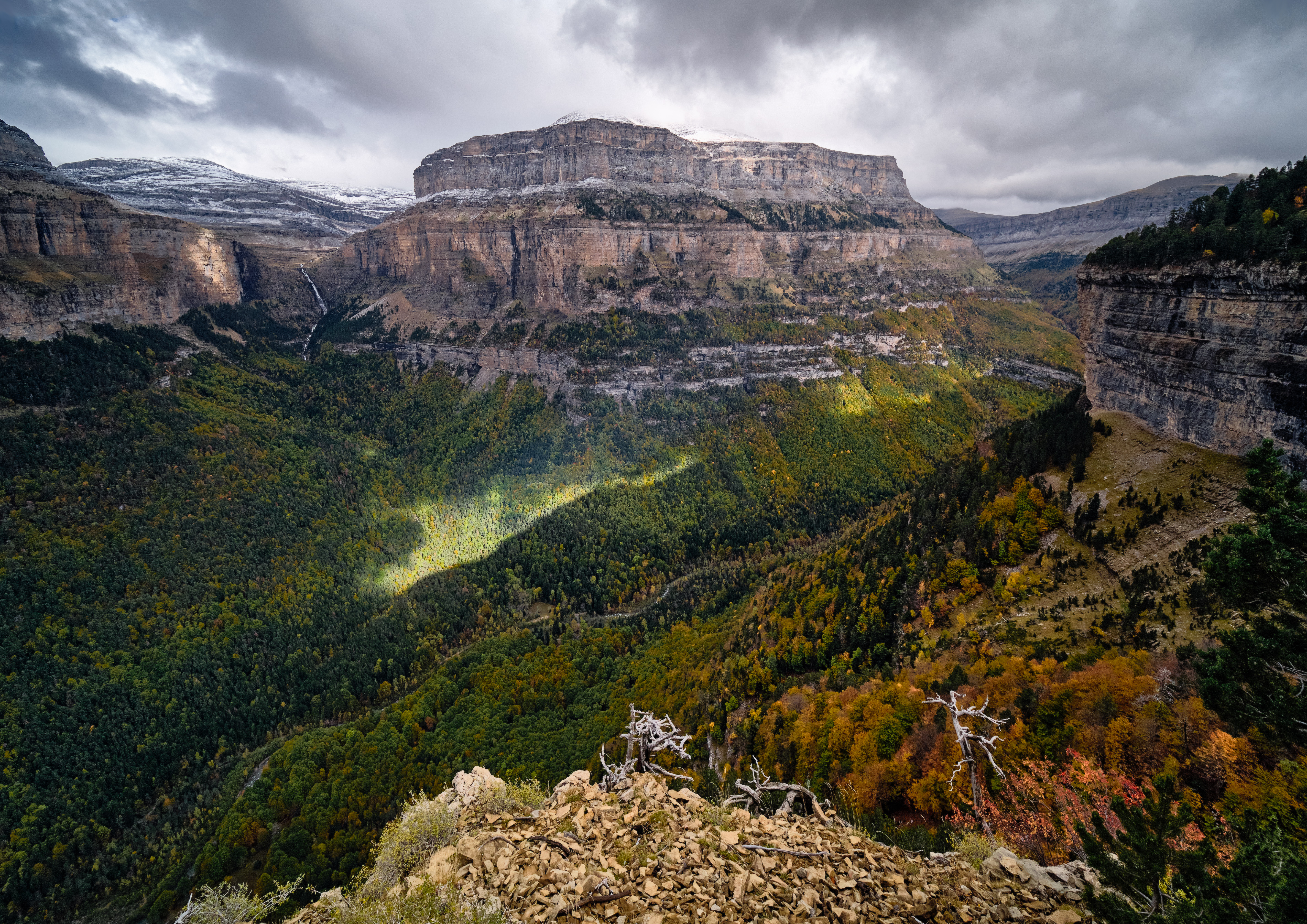
Vue du point de vue de Calcilarruego, Faja de Pelay.
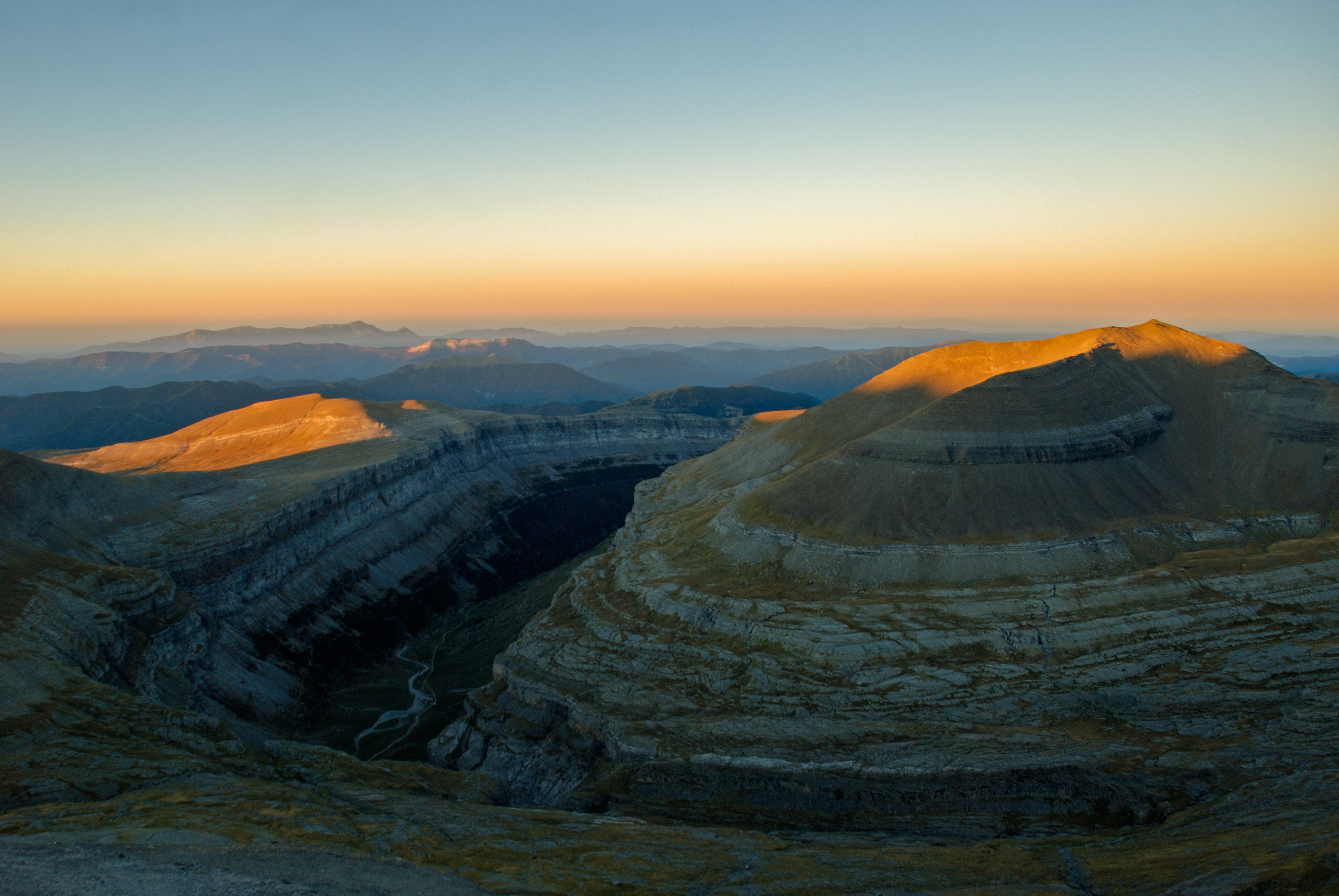
Canyon
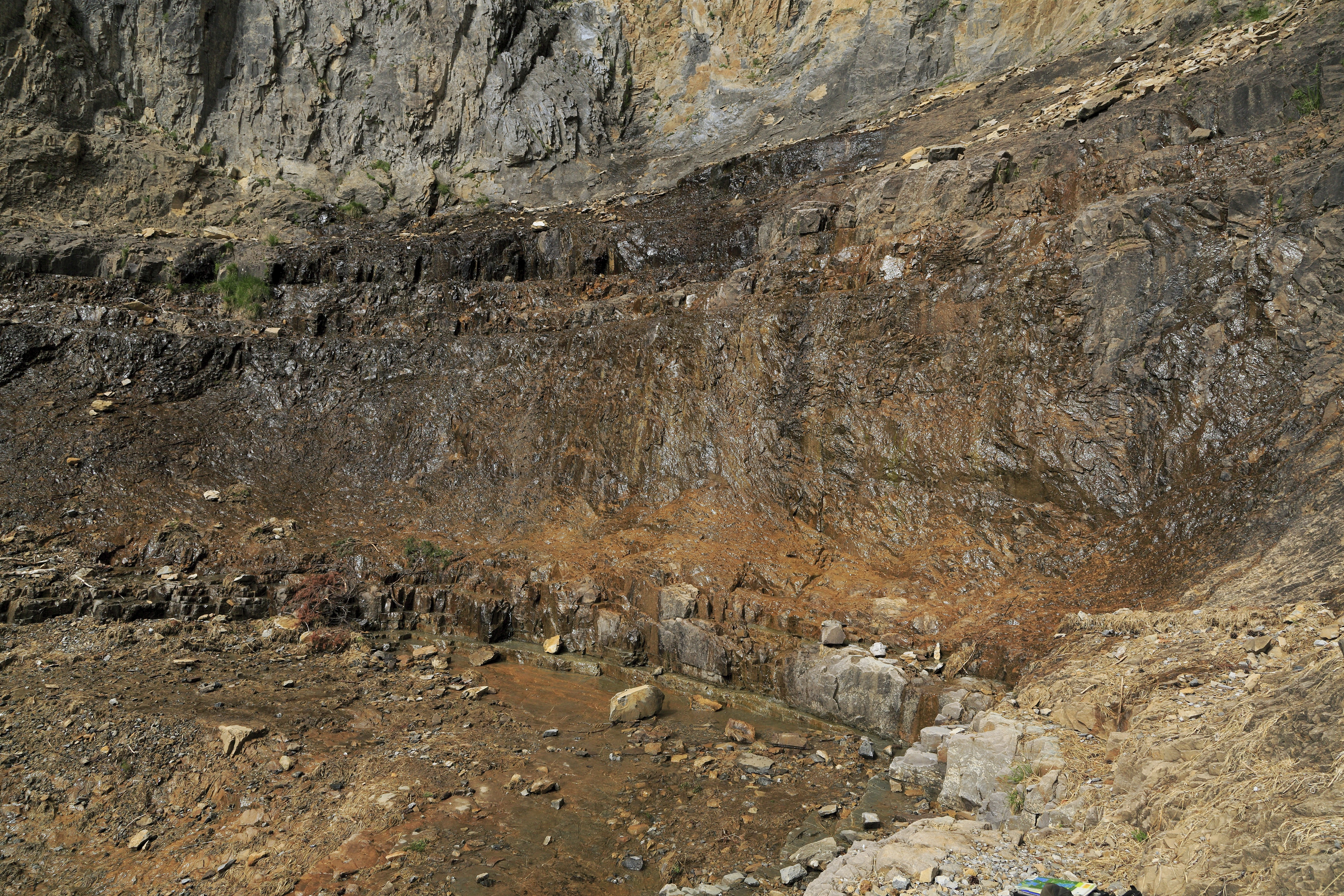
Entre les cirques rocheux Circo de Cotautero et Circo de Carriata, dans le chenal d'érosion, de l'eau s'échappe même par temps sec.
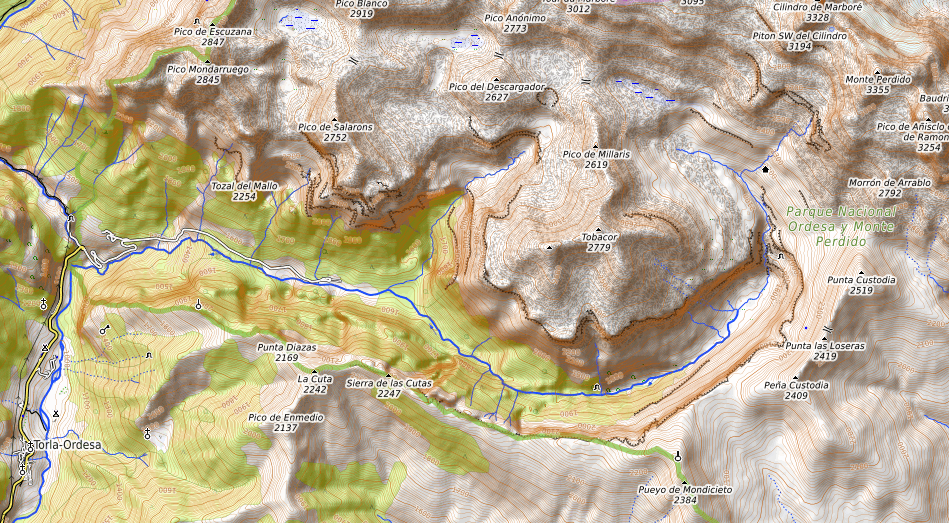
Carte physique de la vallée d'Ordesa.
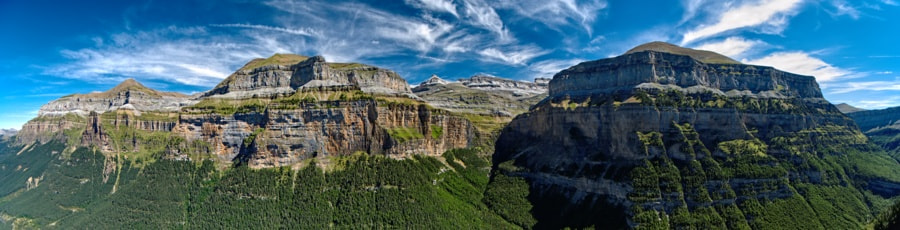
Relief de la vallée d'Ordesa.
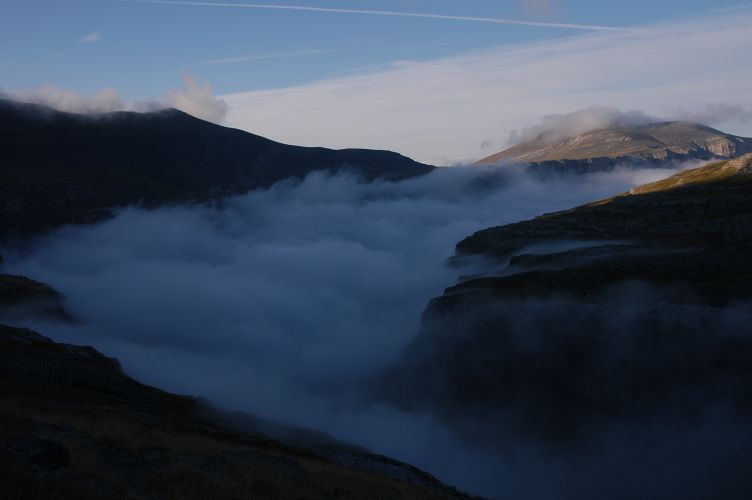
La vallée en août.
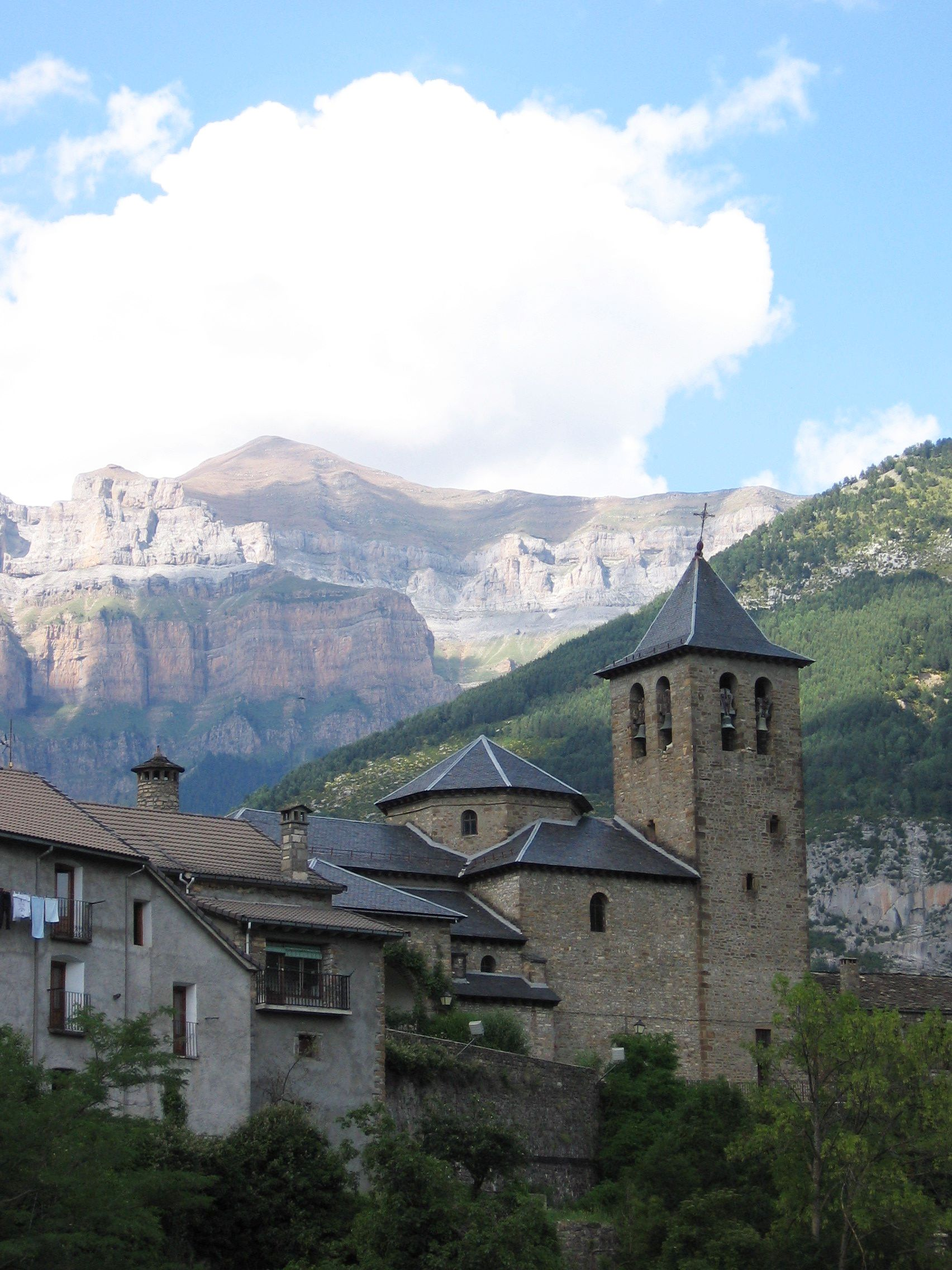
Torla
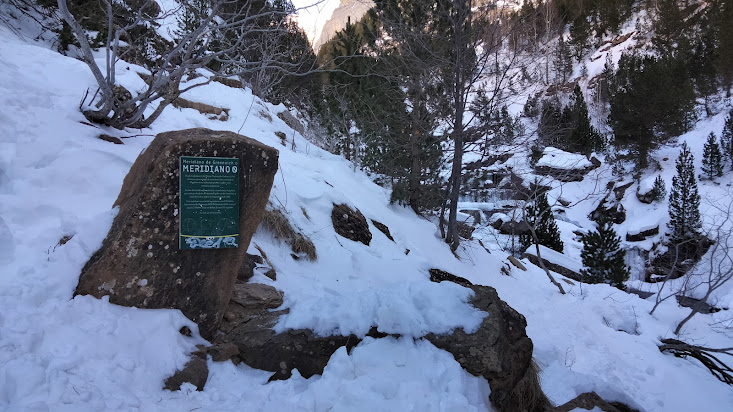
Méridien de Greenwich dans le parc.